# Эскамилья, Кевин
Кевин Рафаэль Эскамилья Морено (исп. Kevin Rafael Escamilla Moreno; 21 февраля 1994, Мехико, Мексика) — мексиканский футболист, полузащитник клуба УНАМ Пумас.

## Клубная карьера
Эскамилья — воспитанник клуба УНАМ Пумас. В 2011 году он был внесён в заявку команды на сезон. 26 июля 2012 года в матче Кубка Мексики против «Селаи» Кевин дебютировал за «Пумас». 19 апреля 2015 года в поединке против «Сантос Лагуна» он дебютировал в мексиканской Примере.

## Международная карьера
В 2011 году в составе юношеской сборной Мексики Эскамилья выиграл юношеский домашний чемпионата мира. На турнире он сыграл в матчах против команд Северной Кореи, Конго, Панамы, Франции, Германии и Уругвая. В поединке против французов Кевин забил гол.
В 2015 году Эскамилья завоевал серебряные медали Панамериканских игр в Канаде. На турнире он сыграл в матче против команды Парагвая.

## Достижения
Международные
 Мексика (до 17)
- Чемпионат мира по футболу среди юношеских команд — 2011

 Мексика (до 23)
- Панамериканские игры — 2015